# Godards Castle
Godards Castle är ett slott i Storbritannien.   Det ligger i grevskapet Kent och riksdelen England, i den sydöstra delen av landet, 60 km öster om huvudstaden London. Godards Castle ligger 183 meter över havet.
Terrängen runt Godards Castle är huvudsakligen platt, men den allra närmaste omgivningen är kuperad. Godards Castle ligger uppe på en höjd. Runt Godards Castle är det tätbefolkat, med 356 invånare per kvadratkilometer. Närmaste större samhälle är Gillingham, 11,0 km norr om Godards Castle. Trakten runt Godards Castle består till största delen av jordbruksmark.